# Раптова зміна клімату

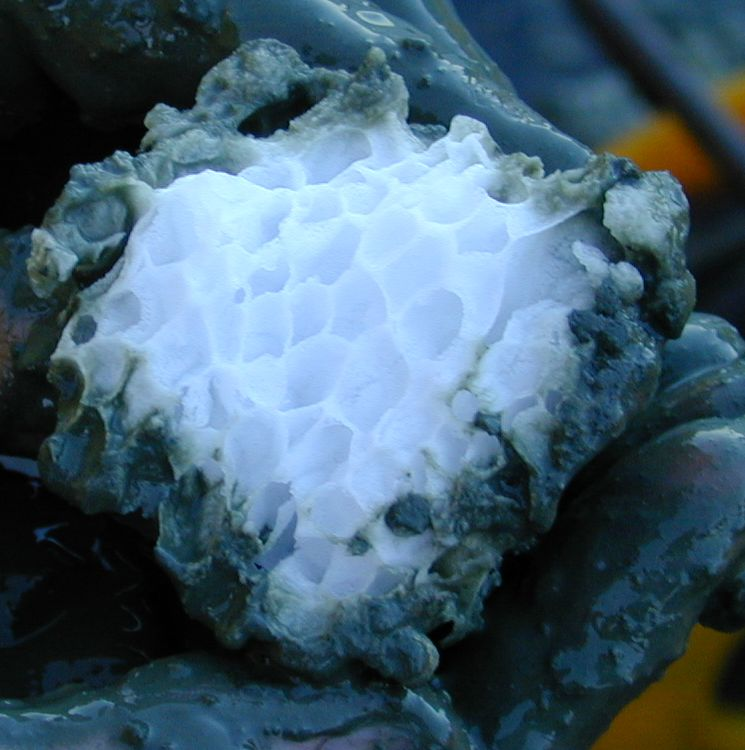
Гідрати вуглецевих газів визначені можливим агентом різких змін.

Різка зміна клімату відбувається, коли кліматична система змушена переходити до нового кліматичного стану зі швидкістю, що визначається енергетичним балансом кліматичної системи і яка є більш швидкою, ніж швидкість зміни зовнішнього примусу.  Минулі події включають закінчення колапсу карбонових дощових лісів,  пізній дріас,  події Дансгарда-Ешгера, події Хайнріха і, можливо, також тепловий максимум палеоцен-еоцен.  Цей термін також використовується в контексті глобального потепління для опису раптових кліматичних змін, які можна виявити протягом часу людського життя, можливо, в результаті циклів зворотного зв'язку в кліматичній системі. 
Часові рамки подій, що описуються як «різкі», можуть різко відрізнятися. Зміни, зафіксовані в кліматі Гренландії наприкінці Пізнього дріасу, виміряні крижаними ядрами, означають раптове потепління + 10 °C(+18 °F) протягом часового масштабу в кілька років.  Іншими різкими змінами є + 4 °C(+7,2 °F) на Гренландії 11 270 років тому  або різкий + 6 °C (11 °F) потепління 22000 років тому на Антарктиді.  Навпаки, тепловий максимум палеоцен-еоцен, можливо, розпочався десь від кількох десятиліть до кількох тисяч років. Нарешті, моделі Системи Землі проектують, що за постійних викидів парникових газів ще в 2047 році температура поверхні Землі біля поверхні може відхилятися від діапазону змінності протягом останніх 150 років, зачіпаючи понад 3 мільярди людей і більшість місць великого видового різноманіття на Землі. 

## Визначення
За даними Комітету з різких змін клімату Національної дослідницької ради:  
Існує, по суті, два визначення різкої зміни клімату:
- З точки зору фізики, це перехід кліматичної системи в інший режим у часовому масштабі, який відбувається швидше, ніж відповідальна сила .
- Що стосується наслідків, «різка зміна - це така, що відбувається настільки швидко і несподівано, що людські або природні системи відчувають труднощі з адаптацією до неї».

 Ці визначення доповнюють одне: перше дає деяке уявлення про те, як відбувається різка зміна клімату; остання пояснює, чому їй присвячено стільки досліджень.

## Загальні
Можливі переломні елементи в кліматичній системі включають регіональні наслідки глобального потепління, деякі з яких почалися раптово, і тому можуть розглядатися як різкі зміни клімату.  Вчені заявили: «Наш синтез сучасних знань свідчить про те, що різноманітні переломні елементи можуть досягти своєї критичної точки протягом цього століття за умов антропогенних змін клімату». 
Висловлювалося припущення, що телезв'язки, океанічні та атмосферні процеси в різних часових масштабах з'єднують обидві півкулі під час різких змін клімату. 
МГЕЗК зазначає, що глобальне потепління «може призвести до певних наслідків, які будуть різкими або незворотними». 
У звіті Національної дослідницької ради США за 2013 рік звертається увага на різкі наслідки зміни клімату, в якому зазначається, що навіть стійкі, поступові зміни у фізичній кліматичній системі можуть мати різкі наслідки в інших місцях, таких як людська інфраструктура та екосистеми, якщо переступити критичні межі . У звіті наголошується на необхідності системи раннього попередження, яка могла б допомогти суспільству краще передбачити раптові зміни та наслідки, що виникають. 
Наукове розуміння різких змін клімату, як правило, погане.  Імовірність різких змін для деяких зворотних зв’язків, пов’язаних із кліматом, може бути низькою.   Фактори, які можуть збільшити ймовірність різких кліматичних змін, включають більші масштаби глобального потепління, потепління, яке відбувається швидше, і потепління, яке зберігається протягом більш тривалих періодів часу. 

### Кліматичні моделі
Кліматичні моделі в даний час[коли?]  не в змозі передбачити різкі кліматичні зміни або більшість минулих різких кліматичних змін.  Потенційний крутий зворотний зв'язок з термокарстовими озерними утвореннями в Арктиці, у відповідь на відтавання вічної мерзлоти ґрунту, вивільняючи додатковий газ метану парникового, в даний час не враховуються в кліматичних моделях. 

## Можливий попередник
Найбільш різкі кліматичні зрушення, ймовірно, спричинені раптовими змінами циркуляції, аналогічно повені, що перерізає нове русло річки. Найвідоміші приклади - кілька десятків зупинок меридіональної циркуляції північноатлантичного океану протягом останнього льодовикового періоду, що впливає на клімат у всьому світі. 
- Нинішнє потепління Арктики, тривалість літнього сезону, вважається різким і масовим. [17]
- Знищення озонового шару в Антарктиці спричинило значні зміни в атмосферній циркуляції.
- Також було два випадки, коли меридіональний циркуляційний перевал Атлантики втрачав вирішальний фактор безпеки. Приплив води в Гренландському морі на 75° N припинено у 1978 р., відновившись протягом наступного десятиліття. [20] Потім друге за величиною місце промивання, море Лабрадора, було закрито в 1997 році [21] на десять років. [22] Незважаючи на те, що зупинки, що перекриваються в часі, не спостерігались протягом 50 років спостереження, попередні загальні зупинки мали серйозні наслідки для клімату у всьому світі. [19]

## Ефекти

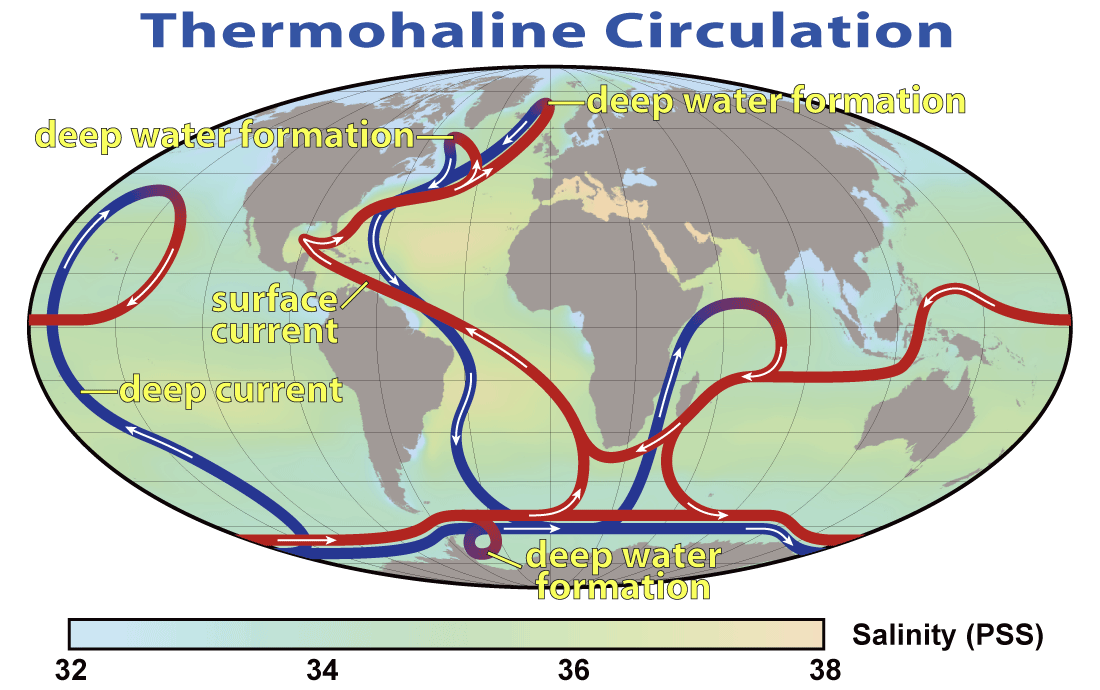
Короткий зміст шляху циркуляції термогаліну. Сині шляхи представляють глибоководні течії, а червоні - поверхневі.

Пермсько-тріасове вимирання, позначене тут як «P-Tr», є найбільш значущою подією вимирання для цього сюжету для морських родів.

Різка зміна клімату, ймовірно, була причиною широких і серйозних наслідків:
- В минулому, як наслідки різких змін клімату: масові вимирання людей , зокрема пермсько-тріасове вимирання (яке часто в розмові називають Великим вмиранням) та обвал карбонових тропічних лісів. [2] [23] [24]
- Втрата біорізноманіття: без втручання різких змін клімату та інших випадків вимирання біорізноманіття Землі продовжуватиме зростати. [25]
- Зміни в циркуляції океану, такі як

- Збільшення частоти подій Ель-Ніньйо  
- Потенційне порушення циркуляції термохаліну, таке, що могло статися під час події пізнього Дріаса.  
- Зміни в північноатлантичних коливаннях 
- Зміни в Атлантичному циркуляційному меридіональному циркуляції (AMOC), які можуть сприяти більш суворим погодним явищам. 

## Ефекти зворотного зв'язку клімату

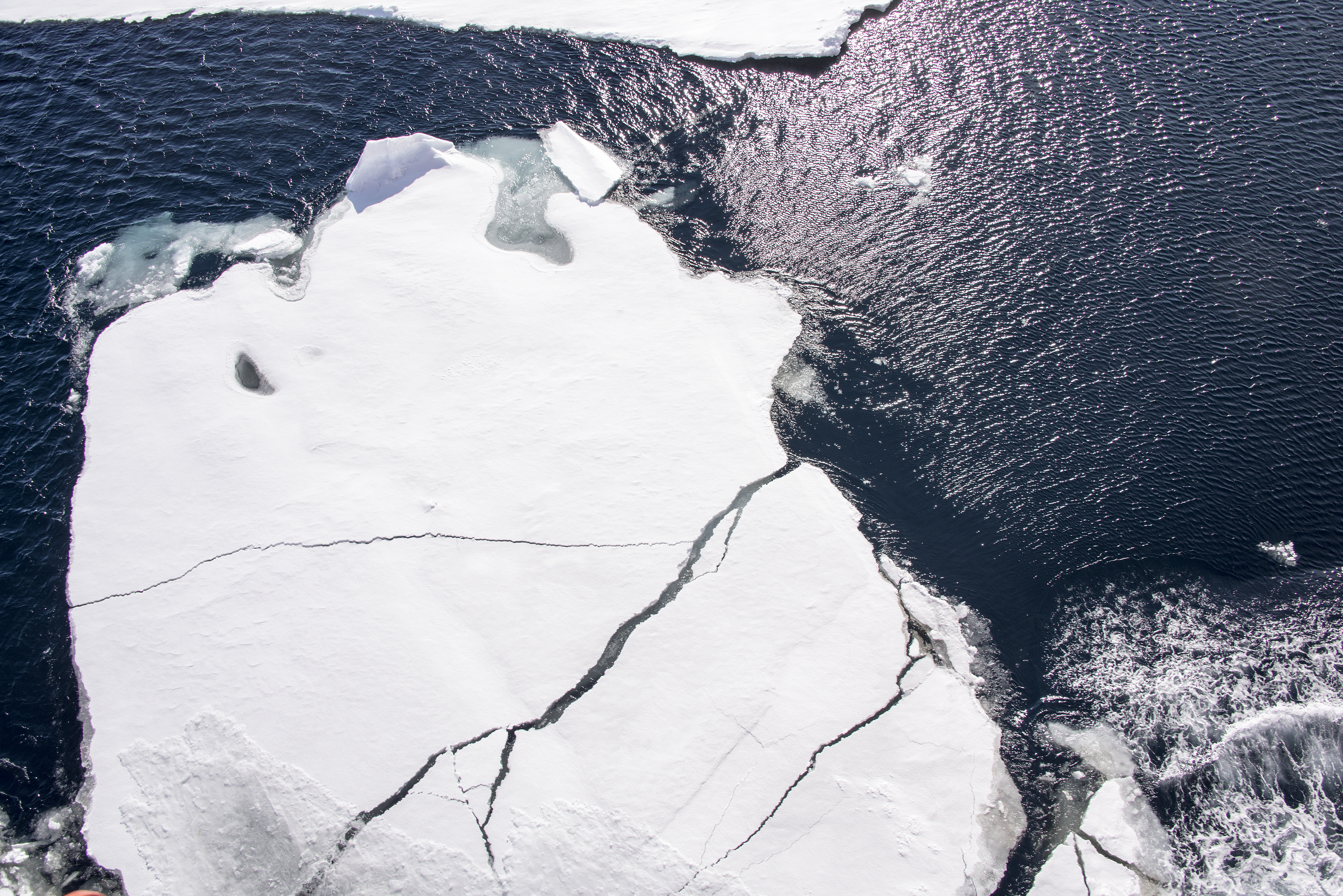
Темна поверхня океану відображає лише 6 відсотків надходить сонячної радіації; морський лід відображає від 50 до 70 відсотків.

Одним із джерел різких наслідків зміни клімату є процес зворотного зв’язку, при якому подія потепління спричиняє зміни, що сприяють подальшому потеплінню.  Те саме може стосуватися охолодження. Прикладами таких процесів зворотного зв'язку є:
- Зворотній зв'язок крига-альбедо, при якому просування або відступ крижаного покриву змінює альбедо («білизну») землі та її здатність поглинати сонячну енергію. [34]
- Зворотній зв’язок ґрунту - це викид вуглецю з ґрунтів у відповідь на глобальне потепління.
- Знищення та спалення лісів внаслідок глобального потепління. [35]

### Вулканізм
Ізостатичний відскок у відповідь на відступ льодовика (розвантаження) та збільшення місцевої солоності були пов’язані з посиленням вулканічної активності на початку різкого потепління Беллінг-Аллерода. Вони пов’язані з інтервалом інтенсивної вулканічної активності, що натякає на взаємодію між кліматом і вулканізмом: посилене короткочасне танення льодовиків, можливо, через зміни альбедо від випадіння частинок на поверхнях льодовиків. 

## Минулі події

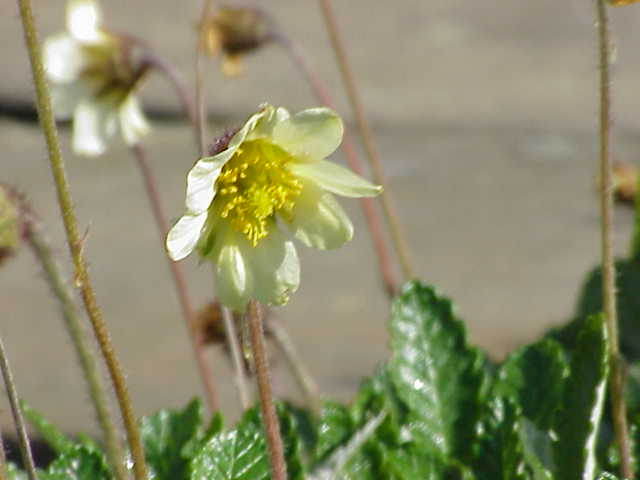
Пізній дріасовий період різких кліматичних змін названий на честь альпійської квітки Дріас.

У палеокліматичних записах було виявлено кілька періодів різких кліматичних змін. Помітні приклади включають:
- Близько 25 кліматичних зрушень, які називаються циклами Дансгора-Ешгера, які були виявлені в записах крижаного ядра протягом льодовикового періоду за останні 100 000 років. [37]
- Подія « Пізній дріас», особливо її раптовий кінець. Це найновіший з циклів Дансгора-Ешгера, який розпочався 12900 років тому, а повернувся в теплий і вологий кліматичний режим приблизно 11600 років тому. [джерело?] Висловлюється припущення, що «надзвичайна швидкість цих змін у змінній, яка безпосередньо представляє регіональний клімат, означає, що події наприкінці останнього зледеніння могли бути відповіддю на якийсь поріг або тригер в Північній Атлантиці кліматична система». [38] Модель цієї події, заснована на порушенні циркуляції термохаліну, була підтримана іншими дослідженнями. [29]
- Тепловий максимум палеоцен-еоцен, приурочений до 55 мільйонів років тому, який, можливо, був спричинений виділенням метан-клатратів [39], хоча були виявлені потенційні альтернативні механізми. [40] Це було пов’язано із швидким закисленням океану. [41]
- Було висловлено припущення, що Пермсько-Тріасове вимирання, в якому вимерло до 95% всіх видів, пов'язане із швидкими змінами в глобальному кліматі. [42] [24] На відновлення життя на землі пішло 30 мільйонів років. [23]
- Зруйнування карбонових тропічних лісів відбулося 300 мільйонів років тому, тоді тропічні ліси були спустошені зміною клімату. Прохолодний і сухий клімат суттєво вплинув на біорізноманіття земноводних - основної форми життя хребетних на суші. [2]

Також відбуваються різкі зміни клімату, пов’язані з катастрофічним осушенням льодовикових озер. Одним із прикладів цього є 8,2-річна подія, яка пов’язана з осушенням льодовикового озера Агасіс.  Інший приклад - холодна розправа в Антарктиці, c. За 14 500 років до теперішнього часу (BP), який, як вважають, був спричинений імпульсом талої води, ймовірно, або з антарктичного крижаного покриву  або з льодового покриву Лаврентія.  Ці швидкі події талої води висували гіпотезу як причину циклів Дансгора-Ешгера, 
2017 дослідження був зроблений висновок, що подібні умови в сучасній антарктичної озонової діри (циркуляції атмосфери і гідрокліматичну змін), ~ 17,700 років тому, коли виснаження стратосферного озону сприяло різке прискорюються південній півкулі дегляціація. Подія випадково сталася з оцінюваною 192-річною серією масивних вивержень вулканів, приписуваних горі Такахе в Західній Антарктиді. 

## Див.також
- Адаптація до кліматичних змін
- Кліматична чутливість
- Наслідки зміни клімату

## Подальше читання
- Alley, Richard B. (2000). The Two-Mile Time Machine: Ice Cores, Abrupt Climate Change, and Our Future. Princeton, N.J: Princeton University Press. ISBN 0-691-00493-5.
- Calvin, William H. (2002). A Brain for All Seasons: Human Evolution and Abrupt Climate Change. London and Chicago: University of Chicago Press. ISBN 0-226-09201-1.
- Calvin, William H. (2008). Global fever: How to treat climate change. Chicago and London: University of Chicago Press. Архів оригіналу за 10 червня 2021. Процитовано 17 червня 2021.
- Cox, John (2005). Climate Crash: Abrupt Climate Change and What It Means for Our Future. Washington, D.C: Joseph Henry Press. ISBN 0-309-09312-0.
- Clark, P.U.; A.J. Weaver; E. Brook; E.R. Cook; T.L. Delworth; K. Steffen (2008). Abrupt Climate Change. A report by the U.S. Climate Change Science Program and the Subcommittee on Global Change Research. Reston, VA: U.S. Geological Survey. Архів оригіналу за 12 серпня 2009.
- Drummond, Carl N.; Wilkinson, Bruce H. (2006). Interannual Variability in Climate Data. Journal of Geology. 114 (3): 325—39. Bibcode:2006JG....114..325D. doi:10.1086/500992.
- Parson, Edward; Dessler, Andrew Emory (2006). The Science and Politics of Global Climate Change: A Guide to the Debate. Cambridge, UK: Cambridge University Press. ISBN 0-521-53941-2.
- National Research Council (2013). Abrupt Impacts of Climate Change. doi:10.17226/18373. ISBN 978-0-309-28773-9.
- Schwartz, Peter; Randall, Doug (October 2003). An Abrupt Climate Change Scenario and Its Implications for United States National Security (PDF). Архів оригіналу (PDF) за 20 березня 2009.
- Weart, Spencer. Rapid Climate Change. The Discovery of Global Warming. American Institute of Physics. Архів оригіналу за 30 листопада 2019. Процитовано 9 січня 2020. (historical survey)